# Castro de Alvarelhos
Le  Castro de Alvarelhos est un site archéologique de la civilisation de culture des castros de la péninsule ibérique. Il est situé dans la freguesia de Alvarelhos (pt), sur le territoire de la municipalité de Trofa (district de Porto, Portugal),. 
Il est classé monument national depuis 1910 .

## Historique
Le Castro de Alvarelhos est un site archéologique occupé à différentes époques, de la fin de l'âge du bronze au Moyen Âge, et qui conserve des vestiges matériels et architecturaux. Son emplacement sur le versant dominant la fertile vallée alluviale suggère le caractère agropastoral des communautés qui l'ont habité au fil du temps. L'occupation de ce site à l'âge du Bronze est attestée par des céramiques polies et carénées, des haches en pierre polie et des lames de silex, sans aucune trace de construction contemporaine connue à ce jour. 
À l'âge du fer, il est appelé castellvm madiae – le fort des Madequisenses – un peuple indigène qui y vécut à partir du IIe siècle av. J.-C.. La proximité du tronçon Cale-Bracara de la voie romaine, attestée par une borne milliaire trouvée dans la zone du village, renforce l'importance géostratégique de ce centre urbain. Cette longue période de domination romaine, qui dura jusqu'à la fin de l'Empire romain, fut la plus significative pour la configuration de ce site archéologique. À partir du milieu du Ve siècle, peut-être à la suite d'un important incendie, la population s'est enfuie ou s'est confinée dans des zones encore non identifiées par l'archéologie, si bien que ce centre urbain, en tant que tel, a été définitivement abandonné. Les phases d'occupation suivantes ont été spécifiques, remontant à une petite fortification sur le Monte de S. Marçal, entre les IXe et XIIe siècless, et à une église avec cimetière, datée entre le milieu du XIIe et XVIe siècles.
Le Castro propose un sentier d'interprétation qui complète les visites libres.

## Galerie

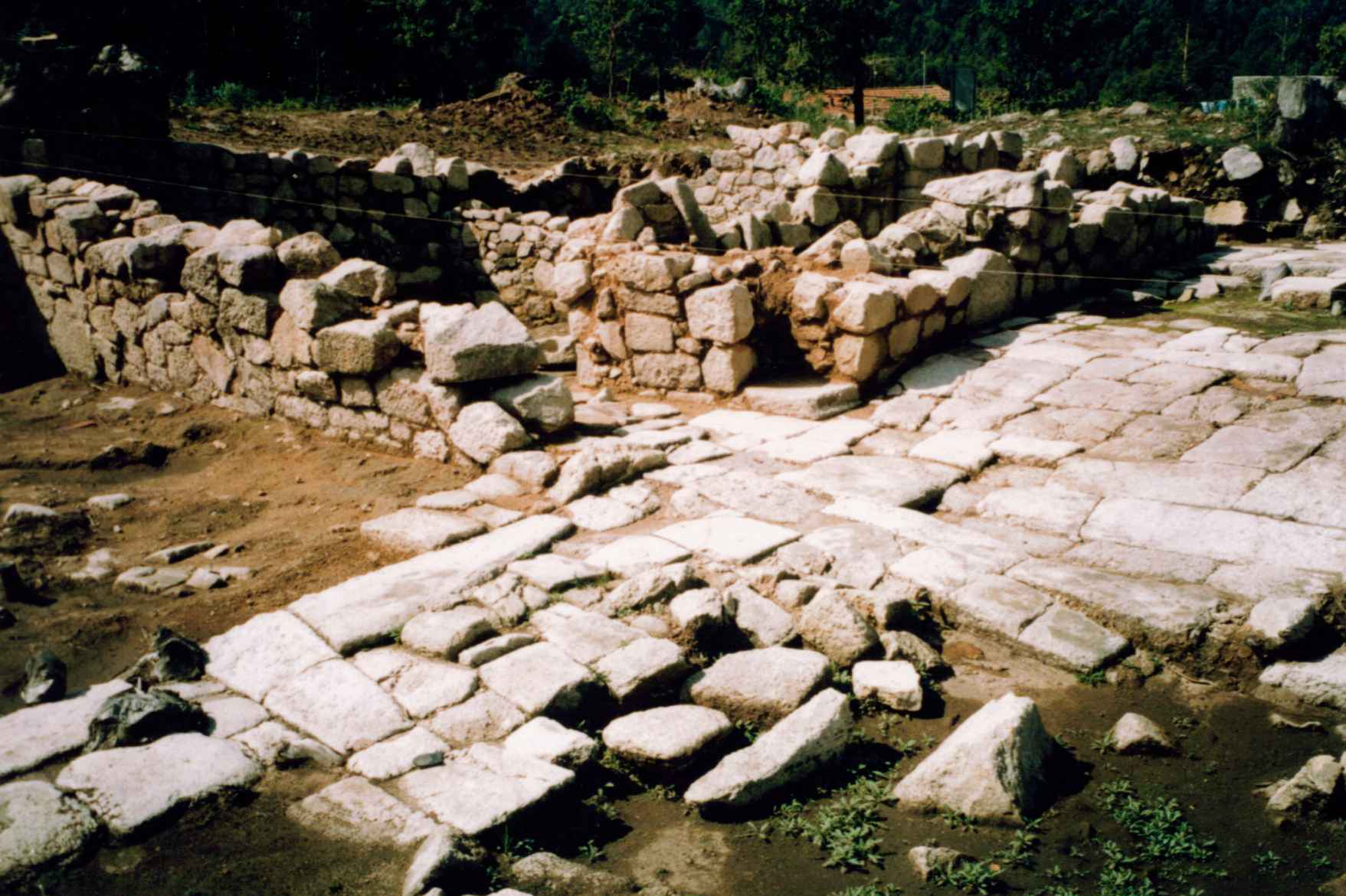
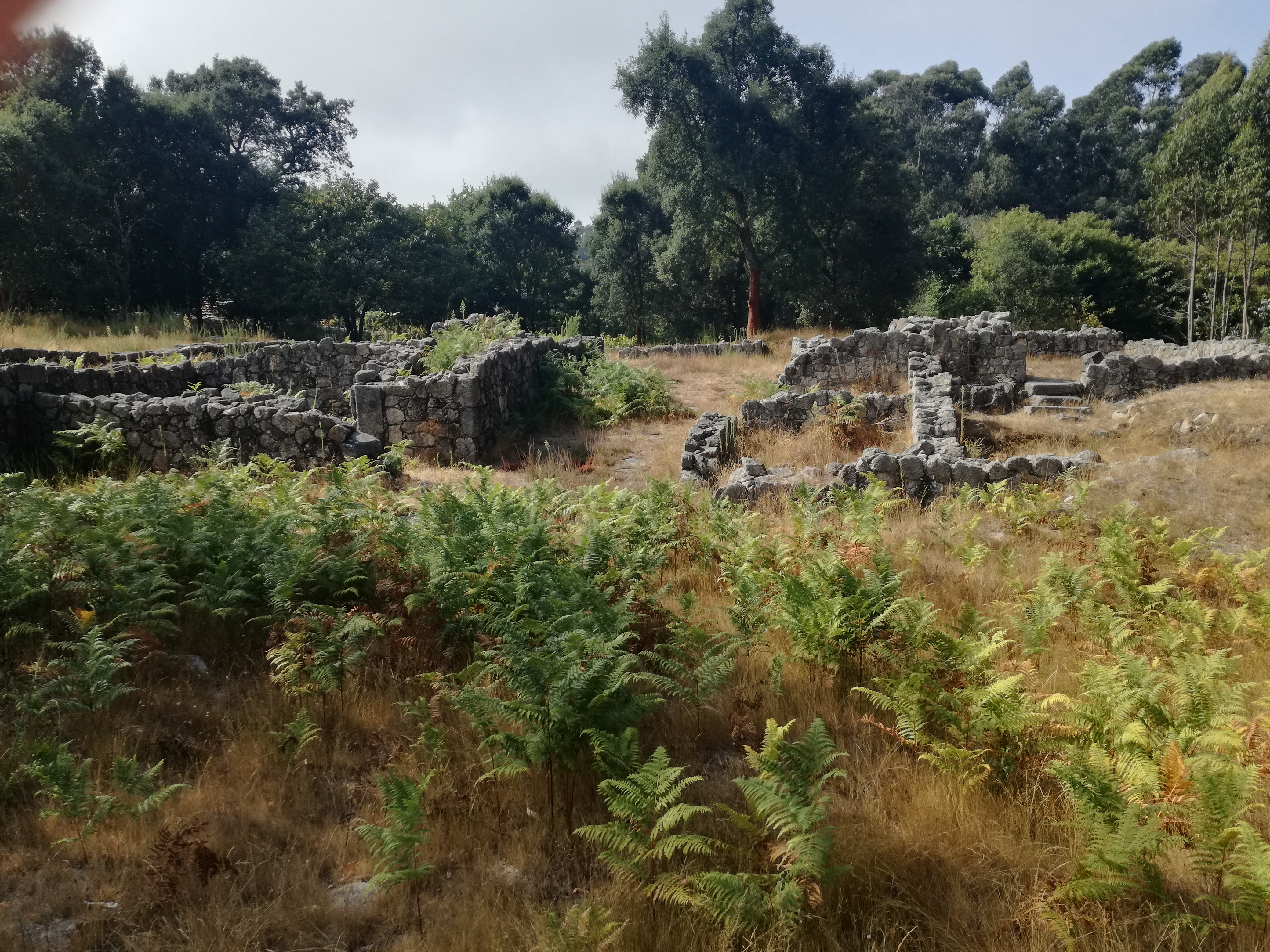